# Gnophos persula
Gnophos persula är en fjärilsart som beskrevs av Eugen Wehrli 1936. Gnophos persula ingår i släktet Gnophos och familjen mätare. Inga underarter finns listade i Catalogue of Life.